# Philipp Klewin
Philipp Mickel Klewin (* 30. September 1993 in Friedrichroda) ist ein deutscher Fußballtorwart.

## Karriere
Klewin startete seine Karriere in der Jugend des SV Grün-Weiss Schönstedt. Nachdem er dort gute Leistungen gebracht hatte, wurde er mehrfach von Scouts des FC Rot-Weiß Erfurt beobachtet, die ihn in der Saison 2005/06 in die D-Jugend des RWE holten. Nachdem er von der D-Jugend bis zur A-Jugend alle Mannschaften in Erfurt durchlaufen hatte, wurde er im Sommer 2012 in das Drittligateam von RWE befördert. Er kam anfangs jedoch nicht zum Zuge und brachte sich mit guten Leistungen in 15 Oberligaspielen für die Reservemannschaft weiterhin in den Fokus von Trainer Alois Schwartz.
Nach einer Verletzung von Andreas Sponsel am 30. März 2013 debütierte Klewin schließlich in der 3. Liga im Spiel gegen Wacker Burghausen. Ab der Saison 2014/15 war Klewin Stammtorhüter bei den Rot-Weißen und bestritt bis zum Abstieg des Vereins nach der Saison 2017/18 insgesamt 177 Partien in der 3. Liga im Tor der Erfurter.
Zur Saison 2018/19 schloss sich Klewin dem Zweitligisten Arminia Bielefeld an. Im Sommer 2020 wechselte er zum FC Erzgebirge Aue.
Zur Saison 2023/24 wechselte Klewin innerhalb der 3. Liga zum Aufsteiger VfB Lübeck, bei dem er einen Vertrag bis zum 30. Juni 2025 unterschrieb. Er absolvierte als Stammtorhüter 33 Ligaspiele. Der VfB stieg am Saisonende wieder in die Regionalliga Nord. Klewin verließ daraufhin den Verein, da sein Vertrag nur für die 3. Liga gültig war.
Im Juli 2024 wechselte er zum Drittligisten Hansa Rostock. Sein Pflichtspiel-Debüt für die Ostseestädter gab er im September 2024 im Mecklenburg-Vorpommern-Pokal gegen den Verbandsligisten FSV Kühlungsborn.

## Erfolge
- Deutscher Zweitligameister und Aufstieg in die Bundesliga: 2020
- Thüringer Landespokalsieger: 2017
- Landespokalsieger Mecklenburg-Vorpommern: 2025